# كلية الحرس السلطاني العماني التقنية
الكلية الحرس السلطاني العماني التقنية هي كلية  في ولاية السيب من محافظة مسقط في سلطنة عمان، التي يملكها الحرس السلطاني العماني والتي أسسها السلطان قابوس بن سعيد سلطان عمان من اجل تحسين التعليم التقني في عمان.
أُسست الكلية في عام 1976 باسم مدرسة الحرس المهنية للبنين وفي عام 1988 تم تغير اسمها لكلية الحرس السلطاني العماني التقنية بسبب ارتفاع المستوى التعليمي فيها.
تسعى الكلية لنقل النشئ إلى مستوى تعليمي أكبر بعد الانتقال إلى المبنى الجديد لها حيث من المخطط له ان يرتفع المستوى التعليمي وتتنوع التخصصات فيها. للأنتساب للكلية يأخذ الطلاب امتحاني قبول في اللغة العربية والرياضيات حين يكملون صَفَّهم الرابع.
يتخرج الطالب في الكلية بشهادة دبلوم،والعديد من الشهادات المتركزة حول اللغة الإنجليزية بشكل خاص، وذلك نظر لحاجة السوق.
من الشهادات التقنية التي يتخرج بها طلبة هذه الكلية شهادة BTEC National Diploma في الهندسة وتؤهل حامليها العمل كتقنيين في مجاليّ الميكانيكا والإلكترونيات.
يسود المؤسسة الجو التعليمي التربوي الممزوج بالعسكرية في وصفة تعتبر فريدة من نوعها، حيث ينشأ الطلاب على المبادئ العسكرية والأنشطة العسكرية الضبط والرماية مثلا. والمواد المدرجة في المق، والبرمجة، والإلكترونيات، وأسس الكهرباء والعديد من المواد المندرجة تحت الطابع التقني والتي يتم تلقينها باللغة الإنجليزية، هذا بالإضافة إلى المواد الأساسية كالرياضيات واللغة الإنجليزية والعربية والتربية الإسلامية.